# Équipe des États-Unis masculine de volley-ball
Cet article traite de l'équipe masculine. Pour l'équipe féminine, voir Équipe des États-Unis féminine de volley-ball.
L'équipe des États-Unis de volley-ball est composée des meilleurs joueurs américains sélectionnés par la Fédération américaine de volley-ball (USA Volleyball). Elle est classée au 5e rang de la FIVB  au 26 juillet 2022.

## Palmarès et parcours

### Palmarès
- Jeux Olympiques (3)
  - Vainqueur : 1984, 1988, 2008
  - Troisième : 2016
- Championnat du monde (1)
  - Vainqueur : 1986
  - Troisième : 1994, 2018
- Ligue mondiale (2)
  - Vainqueur : 2008, 2014
  - Finaliste : 2012
  - Troisième : 1992, 2007, 2015
- Ligue des nations
  - Finaliste : 2019, 2022
  - Troisième : 2018
- Coupe du monde (2)
  - Vainqueur : 1985, 2015
  - Troisième : 1991, 2019
- World Grand Champions Cup
  - Finaliste : 2005
- Jeux Pan-Américains (4)
  - Vainqueur : 1955, 1959, 1967, 1987
  - Finaliste : 1963, 1971, 1995, 2007
- Championnat d'Amérique du Nord (9)
  - Vainqueur : 1973, 1983, 1985, 1999, 2003, 2005, 2007, 2013, 2017
  - Finaliste : 1971, 1981, 1987, 1991, 1993, 1995, 1997, 2001, 2009, 2011, 2019
  - Troisième : 1969, 1975, 1989
- Copa America (2)
  - Vainqueur : 2005, 2007
  - Finaliste : 1999
  - Troisième : 2000
- Coupe Pan-Américaines (5)
  - Vainqueur : 2006, 2008, 2009, 2010, 2012
  - Finaliste : 2011, 2014
  - Troisième : 2021

### Parcours

#### Jeux Olympiques
| - 1964 : 9e - 1968 : 7e - 1972 : non participant - 1976 : non participant - 1980 : non participant - 1984 : Vainqueur - 1988 : Vainqueur - 1992 : 3e - 1996 : 9e - 2000 : 12e | - 2004 : 4e - 2008 : Vainqueur - 2012 : 5e - 2016 : 3e - 2020 : 10e - 2024 : 3e |

#### Championnats du monde
| - 1949 : non participant - 1952 : non participant - 1956 : 6e - 1960 : 7e - 1962 : non participant - 1966 : 11e - 1970 : 18e - 1974 : 13e - 1978 : 19e - 1982 : 13e | - 1986 : Vainqueur - 1990 : 13e - 1994 : 3e - 1998 : 9e - 2002 : 9e - 2006 : 10e - 2010 : 6e - 2014 : 7e - 2018 : 3e - 2022 : 6e |

#### Ligue mondiale
| - 1990 : 7e - 1991 : 6e - 1992 : 3e - 1993 : 9e - 1994 : 12e - 1995 : 10e - 1996 : non participant - 1997 : non participant - 1998 : non participant - 1999 : non participant | - 2000 : 6e - 2001 : 9e - 2002 : non participant - 2003 : non participant - 2004 : non participant - 2005 : non participant - 2006 : 10e - 2007 : 3e - 2008 : Vainqueur - 2009 : 6e | - 2010 : 8e - 2011 : 7e - 2012 : Finaliste - 2013 : 12e - 2014 : Vainqueur - 2015 : 3e - 2016 : 5e - 2017 : 4e |

#### Ligue des nations
| - 2018 : 3e - 2019 : Finaliste - 2021 : 7e - 2022 : Finaliste - 2023 : Finaliste - 2024 : 12e |

#### Coupe du monde
| - 1965 : Non participant - 1969 : Non participant - 1977 : 10e - 1981 : Non participant - 1985 : Vainqueur - 1989 : 4e - 1991 : 3e - 1995 : 4e - 1999 : 4e - 2003 : 4e | - 2007 : 4e - 2011 : 6e - 2015 : Vainqueur - 2019 : 3e |

#### World Grand Champions Cup
| - 1993 : 5e - 1997 : Non participant - 2001 : Non participant - 2005 : Finaliste - 2009 : Non participant - 2013 : 5e - 2017 : 4e |

#### Jeux Pan-Américains
| - 1955 : Vainqueur - 1959 : Vainqueur - 1963 : Finaliste - 1967 : Vainqueur - 1971 : Finaliste - 1975 : 4e - 1979 : 5e - 1983 : 4e - 1987 : Vainqueur - 1991 : 4e | - 1995 : Finaliste - 1999 : 7e - 2003 : 4e - 2007 : Finaliste - 2011 : 5e - 2015 : 6e - 2019 : 6e |

#### Championnat d'Amérique du Nord
| - 1969 : 3e - 1971 : Finaliste - 1973 : Vainqueur - 1975 : 3e - 1977 : 5e - 1979 : 5e - 1981 : Finaliste - 1983 : Vainqueur - 1985 : Vainqueur - 1987 : Finaliste | - 1989 : 3e - 1991 : Finaliste - 1993 : Finaliste - 1995 : Finaliste - 1997 : Finaliste - 1999 : Vainqueur - 2001 : Finaliste - 2003 : Vainqueur - 2005 : Vainqueur - 2007 : Vainqueur | - 2009 : Finaliste - 2011 : Finaliste - 2013 : Vainqueur - 2015 : Non participant - 2017 : Vainqueur - 2019 : Finaliste - 2021 : 5e - 2023 : Vainqueur |

#### Copa America
| - 1998 : 4e - 1999 : Finaliste - 2000 : 3e - 2001 : 4e - 2005 : Vainqueur - 2007 : Vainqueur - 2008 : 5e |

#### Coupe panaméricaine
| - 2006 : Vainqueur - 2007 : Non participant - 2008 : Vainqueur - 2009 : Vainqueur - 2010 : Vainqueur - 2011 : Finaliste - 2012 : Vainqueur - 2013 : 5e - 2014 : Finaliste - 2015 : 6e | - 2016 : 5e - 2017 : 5e - 2018 : 7e - 2019 : 5e - 2021 : 3e |

## Joueurs et personnalités de la sélection

### Entraîneurs
- 1991-1996 :  Fred Sturm
- 1997-2004 :  Doug Beal
- 2005-2008 :  Hugh McCutcheon
- 2009-2012 :  Alan Knipe
- 2013-? :  John Speraw
- ?- :  Andy Reid

### Sélection actuelle (2024)
Effectif retenu pour la Ligue des nations 2024.
| No                         | Nom                        | Date de naissance          | Taille | Poids | Poste                        | Club                         |
| -------------------------- | -------------------------- | -------------------------- | ------ | ----- | ---------------------------- | ---------------------------- |
| 3                          | Gabriel García Fernández   | 8 janvier 1999             | 200    | 92    | Attaquant                    | AONS Milon Néa Smýrni        |
| 6                          | Quinn Isaacson             | 19 février 1999            | 188    | 75    | Passeur                      | Saint-Nazaire VBA            |
| 9                          | Jake Hanes                 | 3 mai 1998                 | 210    | 102   | Attaquant                    | Cuprum Lubin                 |
| 10                         | Kyle Dagostino             | 18 mai 1995                | 175    | 75    | Libero                       | Narbonne Volley              |
| 13                         | Patrick Gasman             | 2 janvier 1997             | 208    | 107   | Central                      | Chaumont VB52                |
| 16                         | Joshua Tuaniga             | 18 mars 1997               | 191    | 101   | Passeur                      | AZS Olsztyn                  |
| 21                         | Mason Briggs               | 21 janvier 2001            | 183    | 70    | Libero                       | 49ers de Long Beach State    |
| 23                         | Cody Kessel                | 3 décembre 1991            | 197    | 94    | Réceptionneur-attaquant      | SCC Berlin                   |
| 24                         | Brett Wildman              | 6 mars 2000                | 196    | 84    | Réceptionneur-attaquant      | Steaua Bucarest              |
| 25                         | Ethan Champlin             | 29 novembre 2001           | 189    | 90    | Réceptionneur-attaquant      | Bruins de l'UCLA             |
| 26                         | Matthew Knigge             | 2 juin 1996                | 202    | -     | Central                      | SVG Lunebourg                |
| 27                         | Michael Marshman           | 27 juillet 1994            | 201    | 89    | Central                      | Chaumont VB52                |
| 29                         | Jordan Ewert               | 18 mars 1997               | 194    | 84    | Réceptionneur-attaquant      | Saint-Nazaire VBA            |
| 30                         | Daniel Wetter              | 11 février 1999            | 196    | 97    | Central                      | Paris Volley                 |
|                            |                            |                            |        |       |                              |                              |
| Encadrement technique      | Encadrement technique      |                            |        |       | Légende                      | Légende                      |
| Entraîneur : Andy Reid     | Entraîneur : Andy Reid     | Entraîneur : Andy Reid     |        |       | : Capitaine                  | : Capitaine                  |
| Entraîneur(s) adjoint(s) : | Entraîneur(s) adjoint(s) : | Entraîneur(s) adjoint(s) : |        |       | : Joueur blessé actuellement | : Joueur blessé actuellement |